# Biakspoorkoekoek
De biakspoorkoekoek (Centropus chalybeus) is een vogel uit de familie Cuculidae (koekoeken). Het is een gevoelige, endemische vogelsoort in Nieuw-Guinea.

## Kenmerken
De vogel is 44 tot 46 cm lang. Volwassen vogels zijn geheel zwart met van boven een donkerblauwe glans. De iris is geel en de snavel zwart. Jonge vogels zijn egaal, vaag bruin.

## Verspreiding en leefgebied
Deze soort is endemisch op Biak, een eiland in de Geelvinkbaai in de Indonesische provincie Papoea. Het leefgebied bestaat uit ongerept regenwoud, maar ook wel uit secundair bos. De vogel leeft in het verborgene en foerageert voornamelijk op de grond.

## Status
De biakspoorkoekoek heeft een beperkt verspreidingsgebied en daardoor is de kans op uitsterven aanwezig. De grootte van de populatie werd in 2012 door BirdLife International geschat op 6.000 tot 15.000 volwassen individuen en de populatie-aantallen nemen af. Het leefgebied wordt aangetast door houtkap en andere ontbossing waarbij natuurlijk bos wordt omgezet in gebied voor zelfvoorzieningslandbouw. Om deze redenen staat deze soort als gevoelig op de Rode Lijst van de IUCN.